# Andrius Skerla
Andrius Skerla (Vilna, Unión Soviética, 29 de abril de 1977) es un exfutbolista y entrenador lituano que jugaba como defensa. Como jugador ostenta el récord de más participaciones con la selección de fútbol de Lituania.

## Clubes
| Club                  | País         | Año       | Partidos | Goles |
| --------------------- | ------------ | --------- | -------- | ----- |
| VMFD Žalgiris Vilna   | Lituania     | 1995-1996 | 54       | 2     |
| PSV Eindhoven         | Países Bajos | 1997-1999 | 25       | 0     |
| Dunfermline Athletic  | Escocia      | 2000-2005 | 169      | 2     |
| FC Tom Tomsk          | Rusia        | 2005-2006 | 31       | 1     |
| FK Vėtra              | Lituania     | 2007      | 22       | 0     |
| Korona Kielce         | Polonia      | 2007-2008 | 21       | 2     |
| Jagiellonia Białystok | Polonia      | 2008-2011 | 95       | 6     |
| VMFD Žalgiris Vilna   | Lituania     | 2012-2013 | 31       | 3     |

## Palmarés
VMFD Žalgiris Vilna
- Liga de Lituania (1): 2013
- Supercopa de Lituania (1): 2013
- Copa de Lituania (3): 1996/1997, 2011/12, 2012/13

PSV Eindhoven
- Eredivisie (1): 2000

Jagiellonia Białystok
- Copa de Polonia (1): 2009/10
- Supercopa de Polonia (1): 2010